# Myto (Graboszyce)
Myto – przysiółek wsi Graboszyce w Polsce, położony w województwie małopolskim, w powiecie oświęcimskim, w gminie Zator.
W latach 1975–1998 przysiółek administracyjnie należał do województwa bielskiego.